# Viktor Dyk
Viktor Dyk (31. 12. 1877, Pšovka u Mělníka – 14. 5. 1931 Lopud) a fost un poet, scriitor, dramaturg, politician și avocat ceh.
Viktor Dyk
Viața
A fost poet, dramaturg și romancier, jurnalist cultural și politic, critic literar și a tradus din franceză și din germană. A fost membru al generației de răzvrătiți-anarhiști.
S-a născut pe 31 decembrie 1877 în orașul Mělnik din Austro-Ungaria și a decedat pe 14 mai 1931 în apropiere de insula Lopud din Iugoslavia, când  făcut insuficiență cardiac în timp ce înota în mare.
A făcut parte dintr-o familie înstărită, tatăl lui având o funcție importantă în orașul Mělnik. Acolo a locuit cu familia până în 1888, apoi s-a mutat la Praga, prima oară în Mala Strana, iar din anul 1904 s-a stabilit la Vinohrady.
A studiat la liceul din Praga (pe strada Žitné), unde professor de istorie i-a fost Alois Jirasek. Datorită fratelui său, Ludvik, elev la acelașo liceu, Viktor Dyk a fost interest de evenimentele publice din Cehia.
Din anul 1896 până în anul 1897 a lucrat în domeniul literar și oratoric/retoric la asociația Slavia, între anii 1897-1899 la “Intimní”. Din anul 1902 a devenit membru al Cercului de scriitori cehi și un an mai târziu membru în departamentul literar al Uniunii Artistice.
După absolirea liceului, în 1896  a început să studieze Dreptul, terminând facultatea patru ani mai târziu. Căderea guvernului lui Baden, tulburările naționale din decembrie și starea de asediu au influențat permanent orientarea ideologică a lui Dyk. Aceste evenimente au devenit, de asemenea, inspirație pentru opera beletristică a sa.
După trecerea examenului judiciar din anul 1905, în cele din urmă, se decide la o carieră ca jurnalist și scriitor liber-profesionist. Din același an a început să lucreze cu teatrul nou creat-Vinohrady și între anii 1910-1914 a lucrat ca redactor al ziarului progresist al Partidului Independent. Din cercul de prieteni ai săi făceau parte H. Jelínek, R. Medek, F. Skácelik și K. Kamper.
În anul 1911 a candidat fără succes la Partidul Independent la alegerile pentru Consiliul Regal. La scurt timp după alegeri a devenit un susținător consecvent al rezolvării problemei cehe.
După izbucnirea Primului Război Mondial, Viktor Dyk a devenit membru al conducerii superioare, și a acționat cu T. G. Masaryk forme  de acțiune international în sprijinul cauzei cehe. Pentru desfășurarea acestei activități a trebuit să lucreze din străinătate, dar plecarea lui din țara a determinat sfârșirea activității care se micșorase din ce în ce mai mult.
În urma suspendării activității la Partidul Independent din anul 1915, a început să traducă piese de teatru pentru Vinohrady. În Ziarul Poporului (Lidové Noviny) a tipărit proza alegorică “Tajemna dobrodružstvi Alexeje Iványče Kozulinova” (“Aventurile secrete ale Alexei Iványči Kozulinova”). După publicarea acestei lucrări a fost cercetat pentru intenția presei de a incita la ură si dispreț față de Guvern. A fost în cele din urmă arestat pe 20 noiembrie 1916 pentru trădare și încarcerat în închisoarea garnizoanei. Aici a tradus din poeți francezi și a scris poezie. În 1917, V. Dyk a fost eliberat din cauza lipsei de dovezi, urmând o anchetă ce a dus la libertatea lui.
A devenit membru al Uniunii Scriitorilor și și-a reluat activitățile sale jurnalistice. Din 1917 a lucrat ca redactor la Ziarul Național, câteva texte au contribuit și la manifestele lui Bassov. În februarie 1918 a participat la crearea Partidului Național Democrat de dreapta. După 28 octombrie 1918 a devenit membru al Comitetului Serviciilor Armate. A lucrat ca oponent al președintelui Masaryk.
În 1928 s-a căsătorit cu scriitoarea Zdenka Háskova.
Viktor Dyk a călătorit foarte mult în străinătate. A vizitat Germania, Franța, Polonia, Lituania și Iugoslavia.
Deși a murit în Iugoslavia, a fost transferat cu mare cinste la Praga și îngropat în cimitirul Olšanské.
Opera
Profilul autorului Viktor Dyk a ajutat la momentul începuturilor literare. În proză sa apar în principal conflictele naționale importante din anii ’90. Simbolismul anilor ’90 din creația lui V. Dyk avea un stil complex și elegant, de la care acesta și-a dezvoltat treptat un stil distinctive, remarcându-se prin detalieri dure. A scris pe două planuri: dialectică ideală și realitate existențială sau socială.
Natura autorului de a scrie lirică și arta poeziei lirice a lui a depășit proza și lucrările sale dramatice. Însă toate componentele muncii sale au creat o unitate solidă.
A tradus din lirica franceză: din Boudelaire, Corbiére, Verlaine și Victor Hugo.
Putem încadra operele sale după:
	Opere în care apar conflicte naționale din anii ’90:
-Čertova Kopyta (Copitele diavolului)-operă de teatru neterminată,1903.
-Prsty Habakukovy (Degetele lui Habakuky)-roman,1925.
-Můj přitel Čehona (Prietenul meu Čehona)-povestire,1925.
	Opere tragice sau balade în care moartea este cel mai mare adversar care împiedică îndeplinirea idealului vieții, cu care autorul se confruntă cu un mare eroism moral:
-Poezie - Noci chiméry (Noaptea himerelor),1917
```
            - Domy (Case),1926
            - Devátá vlna (Al IX-lea val),1930
            - Giuseppe Moro,1911
```

-Proza – Kysař,1915, nuvelă neoclasică
```
                             - Zmoudření Dona Quijota (Luminarea lui Don Quijote),tragedie, 1913.
```

	În unele opere se prezintă ca un scriitor ironic, satiric și pamfletist. Devine un critic al caracterului national:
-Poezie – Satiry a sarkasmy (Satire si sarcasme),190
```
             - Pohádky z naší vesnice (Povestiri din satul nostru),1910
             - Pokrané kampaně (Campania pierdută),1914
```

-Proză – Přihody (Întămplări),1911,colecție de povestiri scurte
```
           - Tajemná dobrodužstvi Alexeje Iványče Kozulinova,1923
          - Posel (Solul),1907, drama istorică, prima parte a trilogiei dramatice planificate și nerealizate Ondřej a drak (Ondřej și balaurul)
```

	Opere de război strânse într-o culegere de poezii. Autorul exprimă sentimentul de nationalism bazat pe conceptul de unitate a națiunii ca valori morale obligatorii:
-Lehké a těžké kroky (Pași grei și ușori),1915
-Anebo (Sau),1918
-Okno (Fereastra),1921
-Poslední rok (Anul trecut),1922
	Alte opere:
Poezie- Sila života (Puterea vieții),1918
-	Milá sedmi loupežniků (Iubita celor șapte tâlhari),poem,1906
-	Zpěvy v bouři (Cântece în furtună),1928
```
                 Proză- Prosinec (Decembrie),roman,1906
```

-	Piseň o vrbě (Cântec despre salcie),colecție de povestiri scurte,1908
-	Tichy dům (Casa liniștită),povestire,1921
```
             Piese de teatru- Tragikomedie,culegere de piese,1902
```

-	Pomsta (Răzbunarea),scrisă sub pseudonimul R. Vilde,1896
-	Odchod (Plecarea),1901
-	Epizoda (Episodul),1906
-	Revoluționara trilogie ce include trei piese de teatru: Ranni ropucha(Broasca râioasă matinală),1908; Poraženi(Înfrângerea),1911; Figaro,1917.